# Afanasij Jegorow
Afanasij Jefimowicz Jegorow, ros. Афанасий Ефимович Егоров (ur. 1881 r., zm. 1957 r.) – rosyjski wojskowy (generał major), dowódca 2 pułku Rosyjskiego Korpusu Ochronnego podczas II wojny światowej

## Biografia
Ukończył szkołę miejską w Czernihowie, w 1901 r. – Czugujewską Szkołę Wojskową, zaś w 1912 r. – Imperatorską Nikołajewską Akademię Wojskową. Brał udział w I wojnie światowej. Służył jako starszy adiutant w sztabie 2 zaamurskiej pogranicznej dywizji piechoty. W 1918 r. przystąpił do białych. 10 marca 1919 r. został szefem sztabu 3. Dywizji Kawalerii Kozaków Kubańskich, 6 listopada tego roku szefem sztabu III Korpusu Kawalerii Kozaków Kubańskich, 28 kwietnia 1920 r. szefem sztabu samodzielnego korpusu kawalerii, a następnie szefem sztabu I korpusu armijnego. Doszedł do stopnia generała majora. Po ewakuacji wojsk białych z Krymu do Gallipoli w listopadzie 1920 r., udał się na emigrację. W okresie II wojny światowej podjął współpracę z Niemcami. Wstąpił do Rosyjskiego Korpusu Ochronnego, obejmując dowodzenie 2 pułkiem.